# Dan Erickson
Daniel Earling Erickson (Olympia, 26 de enero de 1984) es un guionista, showrunner y productor de televisión estadounidense. Fue el creador, escritor principal y productor ejecutivo de la serie de televisión de suspenso psicológico Severance, que se estrenó en el servicio de transmisión Apple TV+ en febrero de 2022.

## Vida y carrera
Erickson es de Olympia, Washington.  Sus padres son Mark y Lynn Erickson, abogado y profesor, respectivamente. Es hijo del medio, tiene un hermano mayor llamado Matt y una hermana menor llamada Hayley.  Erickson ha declarado que es muy cercano a ambos hermanos y que ellos inspiraron personajes de Severance. 
Ha escrito para el programa previo de Lip Sync Battle de Spike TV y ha trabajado en el desarrollo de series para la ahora desaparecida compañía de entretenimiento Super Deluxe.
En 2016, el guion piloto de Erickson para Severance fue reconocido por The Blood List.   Más tarde presentó el guion como muestra de escritura a Red Hour Productions de Ben Stiller, y Stiller decidió producir el proyecto.   En 2019, Apple TV+ se hizo cargo del proyecto y lo convirtió en una serie directa, con Endeavor Content como cofinanciador y productor.  La temporada 1 de Severance se estrenó el 18 de febrero de 2022 en el servicio de transmisión de Apple con una importante aclamación de la crítica y la audiencia.        La temporada 2 se estrenó el 17 de enero de 2025. También recibió importantes elogios de la crítica con una puntuación inicial del 100% en el sitio de revisión agregada Rotten Tomatoes basada en 43 reseñas de críticos. 
En septiembre de 2022, Erickson fue incluido en la lista TIME100 Next, que incluye a "100 líderes emergentes de todo el mundo que están dando forma al futuro y definiendo la próxima generación de liderazgo".
Los elogios al trabajo de Erickson continuaron en 2023 cuando él y los escritores de Severance ganaron dos veces en los Premios del Sindicato de Escritores de Estados Unidos de 2023, ganando Mejor Serie Nueva y Mejor Serie Dramática, respectivamente. 

## Filmografía
| Año           | Título                  | Escritor | Productor | Notas                                             |
| ------------- | ----------------------- | -------- | --------- | ------------------------------------------------- |
| 2011          | League of Wonder        | Si       | No        | Cortometraje                                      |
| 2016-2018     | Lip Sync Battle Preshow | Si       | No        |                                                   |
| 2022-presente | Severance               | Si       | Si        | Creador, escritor principal y productor ejecutivo |